# Queue-du-Bois
Queue-du-Bois (wa. Cawe-do-Bwès, Cowe-dè-Bwèsis) – dzielnica (section) gminy Beyne-Heusay w Belgii, w Regionie Walońskim, w prowincji Liège, w okręgu Liège. 1 stycznia 2020 roku liczyła 2412 mieszkańców. Do 31 grudnia 1976 r. samodzielna gmina.  

## Demografia
Liczba mieszkańców, stan na 1 stycznia:
| Rok                | 1930 | 1947 | 1961 | 2020 |
| ------------------ | ---- | ---- | ---- | ---- |
| Liczba mieszkańców | 1736 | 1817 | 1826 | 2412 |